# Grand Prix Velké Británie 1982
Grand Prix Velké Británie 1982 (oficiálně XXXV Marlboro British Grand Prix) se jela na okruhu Brands Hatch v Kentu ve Velké Británii dne 18. července 1982. Závod byl desátým v pořadí v sezóně 1982 šampionátu Formule 1.

## Závod
| Poř.   | No. | Jezdec             | Konstruktér     | Počet kol | Čas/Odstoupení   | Pořadí na startu | Body |
| ------ | --- | ------------------ | --------------- | --------- | ---------------- | ---------------- | ---- |
| 1      | 8   | Niki Lauda         | McLaren-Ford    | 76        | 1:35:33.812      | 5                | 9    |
| 2      | 28  | Didier Pironi      | Ferrari         | 76        | + 25.726         | 4                | 6    |
| 3      | 27  | Patrick Tambay     | Ferrari         | 76        | + 38.436         | 13               | 4    |
| 4      | 11  | Elio de Angelis    | Lotus-Ford      | 76        | + 41.242         | 7                | 3    |
| 5      | 5   | Derek Daly         | Williams-Ford   | 76        | + 41.430         | 10               | 2    |
| 6      | 15  | Alain Prost        | Renault         | 76        | + 41.636         | 8                | 1    |
| 7      | 23  | Bruno Giacomelli   | Alfa Romeo      | 75        | + 1 kolo         | 14               |      |
| 8      | 4   | Brian Henton       | Tyrrell-Ford    | 75        | + 1 kolo         | 17               |      |
| 9      | 30  | Mauro Baldi        | Arrows-Ford     | 74        | + 2 kola         | 26               |      |
| 10     | 17  | Jochen Mass        | March-Ford      | 73        | + 3 kola         | 25               |      |
| Ret    | 22  | Andrea de Cesaris  | Alfa Romeo      | 66        | Elektrika        | 11               |      |
| Ret    | 25  | Eddie Cheever      | Ligier-Matra    | 60        | Motor            | 24               |      |
| Ret    | 29  | Marc Surer         | Arrows-Ford     | 59        | Motor            | 22               |      |
| Ret    | 6   | Keke Rosberg       | Williams-Ford   | 50        | Palivový systém  | 1                |      |
| Ret    | 3   | Michele Alboreto   | Tyrrell-Ford    | 44        | Motor            | 9                |      |
| Ret    | 26  | Jacques Laffite    | Ligier-Matra    | 41        | Převodovka       | 20               |      |
| Ret    | 35  | Derek Warwick      | Toleman-Hart    | 40        | Hřídel           | 16               |      |
| Ret    | 12  | Nigel Mansell      | Lotus-Ford      | 29        | Necítil se dobře | 23               |      |
| Ret    | 1   | Nelson Piquet      | Brabham-BMW     | 9         | Palivový systém  | 3                |      |
| Ret    | 14  | Roberto Guerrero   | Ensign-Ford     | 3         | Motor            | 19               |      |
| Ret    | 31  | Jean-Pierre Jarier | Osella-Ford     | 2         | Kolize           | 18               |      |
| Ret    | 20  | Chico Serra        | Fittipaldi-Ford | 2         | Kolize           | 21               |      |
| Ret    | 7   | John Watson        | McLaren-Ford    | 2         | Smyk             | 12               |      |
| Ret    | 2   | Riccardo Patrese   | Brabham-BMW     | 0         | Kolize           | 2                |      |
| Ret    | 16  | René Arnoux        | Renault         | 0         | Kolize           | 6                |      |
| Ret    | 36  | Teo Fabi           | Toleman-Hart    | 0         | Kolize           | 15               |      |
| DNQ    | 9   | Manfred Winkelhock | ATS-Ford        |           |                  |                  |      |
| DNQ    | 33  | Jan Lammers        | Theodore-Ford   |           |                  |                  |      |
| DNQ    | 10  | Eliseo Salazar     | ATS-Ford        |           |                  |                  |      |
| DNQ    | 18  | Raul Boesel        | March-Ford      |           |                  |                  |      |
| Zdroj: |     |                    |                 |           |                  |                  |      |

## Průběžné pořadí po závodě
Pohár jezdců
| Pořadí | Jezdec        | Body |
| ------ | ------------- | ---- |
| 1      | Didier Pironi | 35   |
| 2      | John Watson   | 30   |
| 3      | Niki Lauda    | 24   |
| 4      | Keke Rosberg  | 21   |
| 5      | Alain Prost   | 19   |
| Zdroj: |               |      |

Pohár konstruktérů
| Pořadí | Konstruktér   | Body |
| ------ | ------------- | ---- |
| 1      | McLaren-Ford  | 54   |
| 2      | Ferrari       | 45   |
| 3      | Williams-Ford | 34   |
| 4      | Renault       | 23   |
| 5      | Lotus-Ford    | 20   |
| Zdroj: |               |      |